# Barforth
Barforth – wieś w Anglii, w hrabstwie Durham. Leży 29 km na południowy zachód od miasta Durham i 354 km na północ od Londynu. W 2001 miejscowość liczyła 77 mieszkańców.